# Ludwig Milde
Ludwig Milde (tschechisch: Ludvík Milde; * 30. April 1849 in Prag; † 1913 in Bad Nauheim) war ein tschechischer Fagottist, Komponist und Hochschullehrer.

## Leben
Ludwig Milde studierte bis 1867 am Prager Konservatorium Fagott bei Vincenz Gross und anschließend drei Jahre Tonsatz und Komposition. Nach einer zweijährigen Anstellung am Linzer Opernhaus spielte er als Solo-Fagottist in verschiedenen Prager Orchestern. Von 1885 bis 1894 war er Professor für Fagott am Prager Konservatorium. Er gilt als der Hauptvertreter der Prager Fagott-Schule. Seine Studien über Tonleiter- und Akkord-Zerlegungen für Fagott und Fünfzig Konzertstudien für Fagott zählen noch heute zum unverzichtbaren Repertoire jedes Fagott-Studenten.

## Werke (Auswahl)
- Studien über Tonleiter- und Akkordzerlegungen op. 24
- Andante und Rondo für Fagott und Orchester op. 25
- Fünfzig Konzertstudien für Fagott op. 26
- 14 Trios für Fagotte
- Concertino a-moll für Fagott und Orchester